# La Citoyenne
La Citoyenne foi um jornal anarcofeminista publicado em Paris de 1881 à 1891 por Hubertine Auclert.